# Helena Josefsson
Helena Josefsson (Kalmar; 23 de marzo de 1978) es una cantante y compositora sueca y una de las vocalistas de la banda Sandy Mouche. En 2007 publicó su primer álbum en solitario, Dynamo.

## Biografía
Helena Marianne Josefsson nació en Kalmar, Suecia, el 23 de marzo de 1978. Sus padres se divorciaron cuando ella tenía 7 años y, a los diez, se mudó con su madre y su nueva pareja al pueblo de Björnstorp (a las afueras de Lund, Scania, en el sur de Suecia). Helena tiene cuatro hermanas. Es zurda y toca el teclado, la pandereta y la armónica. Helena está casada con el cantante sueco Martin Nilsson (también conocido como Martinique Josefsson), su novio de toda la vida, desde 2003. Viven en Malmö y fueron padres en noviembre de 2008.
Algunos de los pensamientos de Helena Josefsson sobre su vida y la música:
- "¿Qué quieres ser cuando crezcas? ¡O un trol o una artista!, es lo que solía contestar a esa pregunta cuando tenía 7 años. Cuando pienso en ello, los troles y los artistas tienen muchísimo en común. Lo que quería y todavía intento alcanzar es esa sensación de libertad, ser parte de la naturaleza, hacerme sitio en la ciudad, encontrar un lugar para brotar como una planta. Está bien ser como una es y seguir siendo capaz de recibir amor. Ser artista y compositora es probablemente una de las pocas maneras de vivir en las que una puede ser al mismo tiempo un trol."
- "Cuando naces, estás completa pero entonces vas poniendo vallas y más vallas para protegerte de los peligros que te rodean. La sociedad te obliga a asumir diferentes necesidades y patrones que realmente no necesitas o no quieres. Pero también puedes dedicar el resto de tu vida a encontrar y cambiar de lugar las malas vallas, y a guardar las buenas, una por una. Al menos eso es lo que quiero hacer"

## Carrera en solitario
El 28 de febrero de 2007, la compañía EMI publicó el primer álbum solista de Helena, Dynamo, producido por Christoffer Lundquist. La promoción del disco ha incluido conciertos en las principales ciudades suecas y en Berlín (septiembre de 2007), así como el lanzamiento de tres sencillos: "By Your Side" (como adelanto, en octubre de 2006), "Never Never (My Dynamo) y "Where Does the Unused Love Go?." Durante 2008 Helena Josefson, grabó de nuevo junto al productor Christoffer Lundquist su segundo álbum, aún no publicado.

### Lista de canciones incluidas en "Dynamo"
| N.º | Título                          | Duración |  |
| 1.  | «Ghosts»                        | 03:25    |  |
| 2.  | «Never never (my dynamo)»       | 03:21    |  |
| 3.  | «By your side»                  | 02:59    |  |
| 4.  | «The moon is a grain of sand»   | 03:40    |  |
| 5.  | «Waterlily love»                | 03:57    |  |
| 6.  | «Air-hostess»                   | 03:47    |  |
| 7.  | «Where does the unused love go» | 03:52    |  |
| 8.  | «Into the woods»                | 03:47    |  |
| 9.  | «Sleepyhead»                    | 03:07    |  |
| 10. | «Big bad wolf»                  | 04:06    |  |
| 11. | «Meadow»                        | 03:54    |  |
| 12. | «Pirate king»                   | 03:46    |  |
| 13. | «Never never (reprise)»         | 01:54    |  |

## Bandas
Helena empezó su carrera musical en 1996 en varios grupos de Lund y Malmö (Jive with Clive, Plastic Soul, ewing.1, The Good Mornings) antes de formar la banda Sandy Mouche en otoño de 2001 junto a Martin Nilsson y los hermanos Per (compañero en Plastic Soul) y Ola Blomgren. Hasta ahora Sandy Mouche ha publicado un E.P. (Sandy Mouche, primavera de 2003) y dos álbumes (White Lucky Dragon, septiembre de 2004; y ... and poems for the unborn, enero de 2006). Trabajan en un tercer álbum desde otoño de 2007.

## Coros
Helena Josefsson ha participado haciendo coros para muchos artistas suecos y extranjeros: The Ark, Righteous Boy, Swan Lee, Justin Winokur, Doug Wyatt, Junior Senior, Andreas Johnson, Sebastian Karlsson, Gyllene Tider, Hideki Kaji, The Margarets, Arash (como "Broken Angel"), Metro Jets, Brainpool, ...
En los últimos años, Helena Josefsson ha tenido un papel importante en la carrera en solitario del compositor y artista sueco Per Gessle, conocido internacionalmente por su trabajo con Roxette. La banda que acompaña a Gessle tanto en el estudio como en conciertos desde 2003 incluye, entre otros, a Clarence Öfwerman - teclados -, Christoffer Lundquist - guitarra-, Jens Jansson - batería - y Helena Josefsson - voz y coros -. Juntos han grabado dos álbumes en sueco (Mazarin, 2003; y En Händig Man, 2007) y dos en inglés (Son of a Plumber, 2005; y Party Crasher, 2008). Los dos álbumes en sueco han incluido grandes giras en Suecia. El papel de Helena en muchas de las canciones no se limita a simples coros, sino que comparte protagonismo como vocalista. Desde principios de 2011, Helena Josefsson, acompaña a Roxette en la gira mundial "Charm School World Tour 2011"

## Discografía en solitario de Helena Josefsson
- Dynamo (February 2007) - Álbum.
- "By Your Side" (2006) - Single. Se grabó un vídeo para su promoción.
- "Never Never (My Dynamo)" (2007) - Single.
- "Where Does the Unused Love Go?" (2007) - Radio Single.